# Gavilán (Sancti-Spíritus)
Gavilán es un despoblado español del municipio de Sancti-Spíritus, perteneciente a la provincia de Salamanca, en la comunidad autónoma de Castilla y León.

## Geografía
El lugar se encuentra a orillas del río Gavilanes.

## Historia
Hacia mediados del siglo XIX, el lugar pertenecía a Tenebrón. Aparece descrito en el octavo volumen del Diccionario geográfico-estadístico-histórico de España y sus posesiones de Ultramar de Pascual Madoz con las siguientes palabras:

GAVILAN: desp. agregado al ayunt. de Tenebron en la prov. de Salamanca, part. jud. y dióc. de Ciudad Rodrigo (3 leg.) sit. en terreno montuoso con arbolado de robles de los que se cortan buenas vigas para lagares y casas: le cruzan dos arroyos, que aunque secos en verano, en invierno llevan mucha agua. Tiene muchos pastos, con los que se cria ganado vacuno y alguno de cerda. Confina al N. con Bocacara; E. con su ayunt.; S. Cilloruelo, y O. Cuesta de la Jara. Le cruza el camino que va de Ciudad Rodrigo á la sierra de Francia.
(Madoz, 1847, p. 337)

En la actualidad, pertenece al municipio de Sancti-Spíritus.